# 학익진

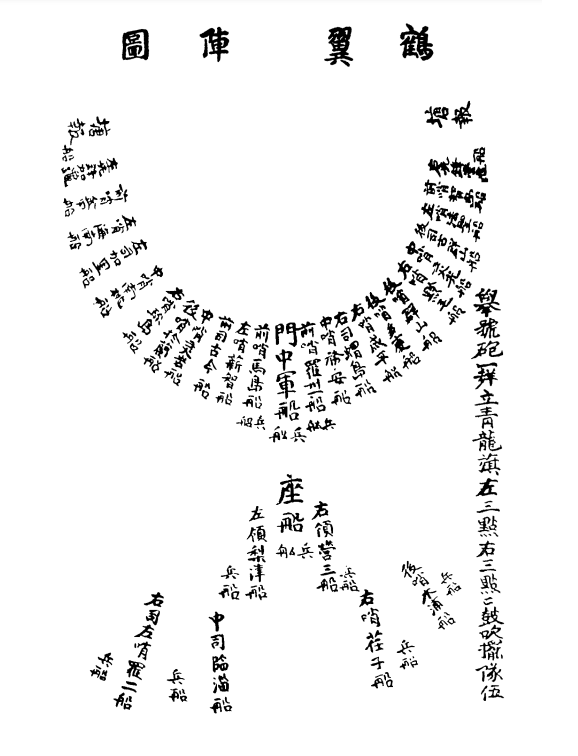
1780년 무렵 제작된 전라우수영의 《우수영전진도첩》에 수록된 학익진도

학익진(鶴翼陣)은 부채꼴 모양으로 적을 감싸는 진법의 하나로 동양과 서양, 옛날과 오늘날 모두 두루 쓰이는 전술의 하나이다. 학이 날개를 편 모양과 비슷하다고 해서 학익진이라는 이름이 붙었다. 임진왜란 당시 이순신 장군이 한산대첩 등의 해전에서 사용한 것으로 널리 알려져 있다.

## 배경
학익진은 원래 육전에서 적을 포위 섬멸하기 위해 고안된 진법이다. 조선에서는 이미 문종 시기 편찬된 진법서인 《신진법》에 담아 병사를 훈련하고 있었고 일본에서도 센고쿠 시대를 거치며 널리 사용된 진법이어서 임진왜란 당시 일본의 장수들도 이미 잘 알고 있었다.
이순신은 학익진만 사용한 것이 아니라 길게 한줄로 늘어선 모양의 장사진, 학익진을 뒤집은 모양으로 기습 돌격에 유리한 어린진과 같은 다양한 진법도 수군에 도입하여 적절히 사용하였다.

## 임진왜란

### 한산대첩
한산대첩은 열세의 조선 수군이 우월한 화기와 적절한 전법을 구사하여 일본의 수군을 괘멸시킨 임진왜란 당시 최대 규모의 해전이다. 당시 일본측 병선은 모두 73척이었으며 조선 수군의 학익진을 바탕으로 한 화력 집중에 47척이 파괴되고 12척이 나포되는 괘멸적인 피해를 입었다. 해전 초기 일본 수군은 조선이 학익진을 펼치는 것을 알고 있었지만 크게 염려하지 않았는데, 학익진은 측면 공격에 취약하여 일본에서도 여러 차례 실패 사례가 있었기 때문이다.
이순신은 임진왜란이 일어나기 전 부터 수군의 훈련에서 화망을 형성한 집중 포화 전술을 훈련하고 있었으며 이를 위해서는 각종 화기의 사정거리에 대한 숙지와 발사 각도 등에 대한 계산이 필요하였다. 조선 수군은 수학적인 계산을 통해 화력 집중점을 설정할 수 있었고, 한산대첩은 훈련해 오던 학익진을 통한 화망 형성이 처음 실전에 사용된 해전이었다. 이 승리 이후 이순신은 화망 형성을 통한 적함 파괴를 주요 공격 수단으로 삼았고 일본 수군을 상대로 단 한 번의 패배 없이 전투를 승리로 이끌 수 있었다. 조선 수군에 의해 큰 피해를 입은 일본은 도요토미 히데요시가 직접 해전 금지령을 내릴 정도로 조선 수군을 경계하였다.

### 절이도 해전
선조 30년(1597년) 7월 이순신이 파직된 사이 수군을 지휘하던 원균은 추원포에서 크게 패하였고 조선 수군은 와해될 지경의 피해를 입었다. 조선 수군은 남해 지역의 재해권을 상실하고 고하도에 새로 수영을 세워 재정비를 시도하였다. 다시 수군 통제사가 된 이순신은 절이도 해전에서 학익진을 구사하여 한반도 전역의 재해권을 장악하고자 하던 일본의 의도를 꺾고 이후 명량해전의 초석을 놓을 수 있었다.

### 거북선의 역할
학익진은 측면 공격에 취약한 단점이 있다. 적을 포위 공격하려는 의도로 대형이 넓게 퍼진 상태에서 전면의 적에 집중하여야 하기 때문에 옆에서 공격해 오면 상대적으로 매우 적은 수가 방어할 수 밖에 없기 때문이다. 이순신은 학익진의 이러한 단점을 보완하기 위하여 학익진의 좌우에 거북선을 배치하였다. 거북선은 접근전에서 적의 조총 공격을 덮개 형태의 장갑으로 방어하면서 사방에 설치된 총통으로 근접 사격을 가할 수 있었기 때문에 적의 측면 기습을 효과적으로 방어할 수 있었다. 또한 전투가 절정에 다달으면 적진으로 돌격하여 근접 사격을 가함으로써 적에게 큰 피해를 주는 역할도 담당하였다.

## 같이 보기
- 한산도 대첩